# Titre de presse
Un titre de presse est une production de la presse écrite. On distingue généralement les quotidiens des autres publications périodiques et les journaux des magazines.

## Définition
Le titre est le nom porté par tout quotidien et toute publication périodique. Exemples : le quotidien Le Monde, la publication périodique Historia. 

## Le logo du titre
Il figure sur la première page de couverture. Il est en principe positionné en haut à gauche ce qui permet une meilleure lisibilité du titre dans les points de vente. La plupart du temps les journaux de gauche ont un logo en rouge (l’Humanité ou Libération par exemple) et en bleu pour ceux de droite (le Figaro ou la Croix).

## Le nombre de titres vendus au numéro (en France)
Il se situe autour des 3 000 titres et s'avère fluctuant. Tous les jours de nouveaux titres sont lancés tandis que d'autres disparaissent. La durée de vie d'un titre est très variable. Parmi les titres actuellement commercialisés, certains ont vu le jour au XIXe siècle ou au début du XXe siècle et se portent toujours très bien. Cependant, d'autres, disparaissent lors de leur lancement après seulement 2 ou 3 parutions. Parmi les titres anciens toujours commercialisés (en 2020), Le Figaro a été créé en 1826, La Croix en 1883,  Art et décoration en 1897, et Le Canard enchaîné en 1915.  
Le nombre de titres a progressé très fortement depuis 1945 en raison du développement de la presse spécialisée.